# Zäziwil
Zäziwil es una comuna suiza del cantón de Berna, situada en el distrito administrativo de Berna-Mittelland. Limita al norte con la comuna de Oberthal, al este con Bowil, al sur con Oberhünigen y al occidente con Mirchel y Grosshöchstetten.
Hasta el 31 de diciembre de 2009 situada en el distrito de Konolfingen.

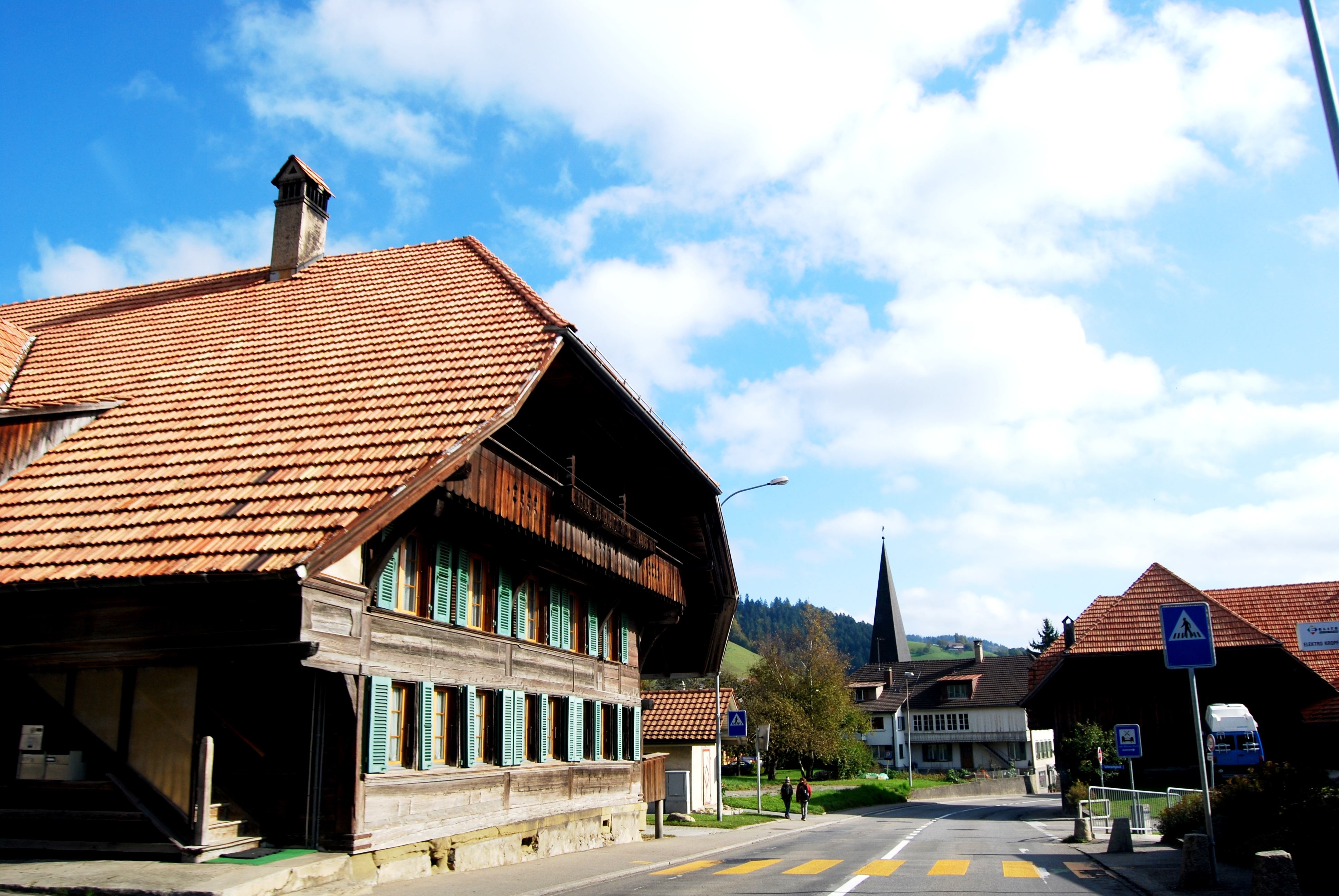
Vista de Zäziwil.